# ایوچنکو پراگرس
 ایوچنکو پراگرس، پیش‌تر دفتر طراحی تجربی-۴۷۸ و ایوچنکو لوتارف، دفتر طراحی دولتی است که طراحی موتورهای هواگرد در زاپروژیا، اوکراین انجام می‌دهد و محصولات این شرکت به‌طور گسترده‌ای در هر دو هواپیماهای نظامی و مسافربری، به‌ویژه آنتونوف، بریف، ایلیوشین، توپولف، میل و یاکوولف استفاده می‌شود. دفتر طراحی (ایوچنکو پراگرس) با موتور سیچ، سازنده توربین واقع در زاپروژیا که موتور هواگرد نیز تولید می‌کند، با هم همکاری نزدیکی دارند.